# Blåbärsskål
Blåbärsskål (Monilinia baccarum) är en svampart som först beskrevs av Joseph Schröter, och fick sitt nu gällande namn av Whetzel 1945. Blåbärsskål ingår i släktet Monilinia och familjen Sclerotiniaceae.  Arten är reproducerande i Sverige. Inga underarter finns listade i Catalogue of Life.